# Gullik

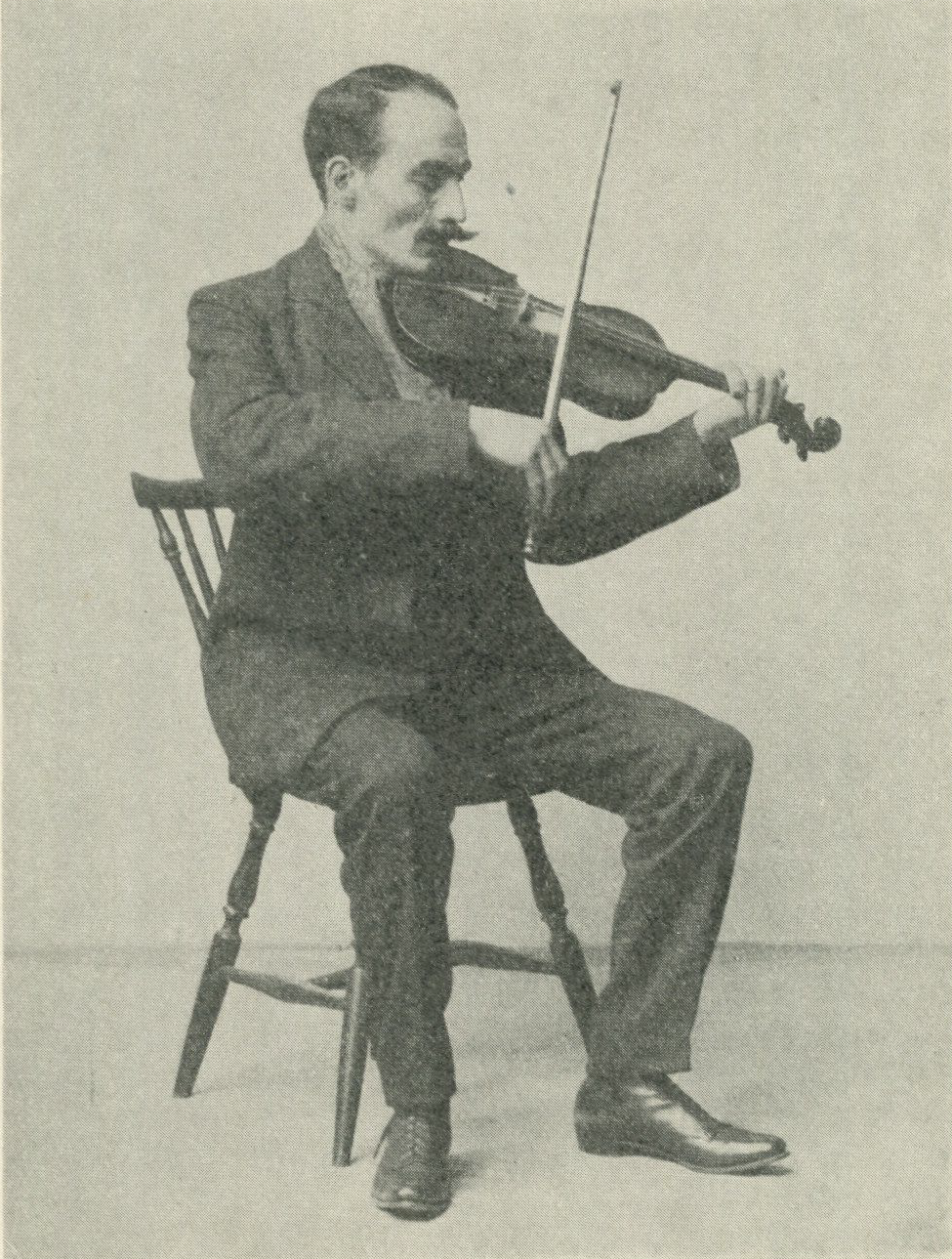
Gullik Falk

Gullik är ett nordiskt mansnamn, en assimilerad form av äldre Guþlek. En norsk form är Gudleik och en isländsk form Guðleikur. Namnet är ovanligt  – totalt 86 män bar namnet 2020, varav 14 som tilltalsnamn. Namnet är regionalt och har förekommit i högre grad i norra Sverige. En smeknamnsform är Gulle som även har varit smeknamn för Gullev.
Namnsdag för Gullik i Sverige var 16 oktober på 1790-talet, men utgick sedan.

## Personer med förnamnet Gullik
- Anders Gullik Hedberg, arkitekt
- Gullik Falk, folkmusiker
- Gullik (Spel Gulle) Gulliksson, folkmusiker